# Рубі Глум
Рубі Глум (англ. Ruby Gloom) — канадський мультсеріал, що розповідає про пригоди веселої дівчинки Рубі Глум і її друзів.

## Історія створення
Спочатку образ світу Рубі Глум був створений американською компанією «Mighty Fine» в рамках оформлення канцелярських виробів, перш за все пеналів і рюкзаків. Пізніше асортимент був розширений до одягу, іграшок та аксесуарів.
У 2004 році за мотивами цих образів було випущено книгу «Ruby Gloom's Keys to Happiness» (укр. Ключ до щастя Рубі Глум) та два календарі на 2004 і 2005 роки.

## Опис
Дія відбувається у вигаданому місті Глумсвіллі, у Вікторіанському замку. Багато дівчат відмовилися б жити там, злякавшись павутини і тарганів, але не Рубі. Її навіть не зупинило те, що разом з нею живуть дивні істоти.

## Персонажі
- Рубі Глум (англ. Ruby Gloom — Рубіновий Морок) — головний персонаж мультсеріалу. Це весела, життєрадісна дівчинка. Її девіз «Думай позитивно!». Минуле Рубі невідоме. Рубі — рудоволоса дівчинка в чорній сукні. У Рубі є кошеня Дум і іграшка Містер Кролик. Рубі Глум товаришує з усіма жителями замку. Любить Черепудлі.
- Айріс (англ. Iris — ірис, однак тут гра слів, тому що перше I звучить як Eye — укр. око) — найкраща подруга Рубі. І Рубі не бентежить, що Айріс —  циклоп. Айріс життєрадісна, як Рубі, навіть занадто. Обожнює стрибати. Носить чорний одяг, у неї чорне волосся і смугасті панчохи. У неї є летючий звір, схожий на хробака. Ще є рослина Венера.
- Черепудлі (англ. Skull Boy — Черепастий хлопець) — головний чоловічий персонаж мультфільму. Черепудлі незвичайний за своєю натурою, адже він — скелет. Він найкращий друг Рубі і вона йому подобається (видно в деяких серіях). Періодичний жарт серіалу: Черепудлі знаходить в собі талант, і каже, що це у нього від предків. Наприклад: «Придумав, я буду кінорежисером, адже мої предки були великими режисерами!». Перелік професій, яких він в собі «знаходив»:

- - Художник
  - Пілот
  - Режисер,
  - Французький слідчий
  - Дослідник
  - Кіногерой
  - Генерал армії
  - Інспектор манежу
  - Вчений
  - Шеф-кухар
  - Режисер-документаліст
  - Джазовий музикант
  - Архітектор
  - Аніматор
  - Кравець
  - Дресувальник кажанів
  - Чарівник
  - Шекспірівський актор
  - Астроном
  - Експерт етикету
  - Винахідник
  - Скульптор
  - Детектив
  - Водій поїзда
  - Інженер
  - Механік
  - Божевільний вчений
  - Жебрак і двоюрідний брат Похмурого
  - Британський барабанщик
  - Творець крижаних скульптур
  - Керівник гурту RIP
  - Психолог
  - Нероба

- Френк і Лен — сіамські близнюки. Цікаво, що у Френка шкіра синя, а у Лена вона має жовтуватий відтінок. Вони дурні і весь час сваряться. Вони музиканти, і завжди придумують нові пісні, особливо добре, коли намокнуть.
- Боязкий (англ. Scaredy Bat — Полохливий кажан) — кажан, який всього боїться. Він навіть не вміє літати, але в одному епізоді все-таки навчився. Він боїться всього: грому, стуку, тупоту. Як і всі персонажі, вважає Містера Кролика живим.
- Дум (англ. Doom — доля, рок) — чорна кішка, вихованець Рубі. Вона не нявкає і не розмовляє, її «мова» озвучують скрипкою.
- Містер Кролик — іграшка, але всі жителі замку вважають його живим.
- Едгар, Алан і По (відсилання до Едгара Алана По і його вірша «Ворон») — ворони, занудливі, нудні. У них є свій музей і своя бібліотека. Носять  циліндри і строгі костюми.
- Бу-Бу — привид замку. Може, як і всі примари, ходити крізь стіни. Не може майже нікого налякати. Його вчили двоє привидів.
- Сквіг — летючий черв'як Айріс. Хоча його не часто видно в кадрі, він часто використовується, як транспорт.
- Венера — ще один домашній вихованець Айріс. Незважаючи на те, що це рослина, вона вміє говорити. Венера — це венерина мухоловка. Говорить з французьким акцентом, і навіть писала книгу.
- Доктор Мамблс (Mr. Mummbles) — професор, який живе поруч з Рубі. Він завжди щось винаходить. Дуже рідко потрапляє в кадр. Живе в скляному будинку. Одного разу будував великий парк розваг.
- Містери Вайт — дві примари. Вони представляють якесь угруповання привидів. Вони схожі на гансгтерів-мафіозі: один з них носить капелюх, своє угруповання вони називають сім'єю. Намагаються навчити Бу лякати.
- Місяць — персонаж, який з'являється в кожній серії. Це просто місяць з усміхненим обличчям. Він практично не говорить (тільки співає пісню заставки) і не грає особливої ролі в мультфільмі. Але в одній із серій будинок Рубі мало не викликав у Місяця запаморочення, підлетівши близько.

## Родичі Мізері
У Мізері дуже багато родичів. Ось деякі з них.
- Майхо — первісна жінка, сестра Мізері. Вона володіє гігантської фізичною силою. Їй дуже шкода, що вона винищила всіх динозаврів.
- Роса — японська гейша. Розмовляє в поважному тоні. Але з Мігренню і Майхо вона розмовляє зовсім по-іншому.
- Мігрень — самолюбна сестра Мізері. Вона завжди говорить: «Я — королева Світу!».
- Мотлі — сестра Мізері, яка ледь не згоріла у Великій лондонській пожежі. Її волосся і досі горить.
- Морока — дівчинка в химерному костюмі. Фасон називається «Прірва в темну ніч посеред пустелі». Ходить з дивною лялькою, яку завжди тягає за собою на повідку. Її улюблена фраза «За що???» (англ. WHY???). Співала з Френком і Леном пісню: "Ручка. Гумка. Паперу лиш немає … Ручка є, гумка, а паперу лиш немає ". При цьому вона майже сподобалася Френку і Лену, але вони зрозуміли, що поквапилися з висновками, коли вже під час виконання пісні трапився землетрус.

## Епізоди
1. Похмурі чутки (англ. Gloomer Rumor)
2. Зроблено в Глумсвіллі (англ. Grounded in Gloomsville)
3. Всевидячий Дум (англ. Doom with a View)
4. Зниклий кролик (англ. Missing Buns)
5. Айріс і вічний стрибун (англ. Iris Springs Eternal)
6. Чесне змагання (англ. Science Fair or Foul)
7. По-ранойя (англ. Poe-Ranoia)
8. Неоспіваний герой (англ. Unsung Hero)
9. Квадроглумія (англ. Quadro Gloomia)
10. Черепудлі не плачуть (англ. Skull Boys Do not Cry)
11. Божевільний день (англ. Bad Hare Day)
12. З новим щастям (англ. Happy Yam Ween)
13. Рубі в кубі (англ. Ruby Cubed)
14. Не боюся (англ. Shaken, Not Scared)
15. Синій місяць (англ. Once in a Blue Luna)
16. Час летить (англ. Time Flies)
17. Я сам — талісман (англ. Lucky Me)
18. Мізері любить гостей (англ. Misery Loves Company)
19. Сонячний удар (англ. Sunny Daze)
20. Боротьба за рекорди (англ. Broken Records)
21. Під одним дахом (англ. Gloomates)
22. Чарівний зуб (англ. Tooth or Dare)
23. Венера Глумсвільска (англ. Venus de Gloomsvill)
24. Віч-на-віч (англ. Seeing Eye to Eyes)
25. Ім'я для героя (англ. Name that Toon)
26. Рідна кістка (англ. Skull in the Family)
27. Настінні розписи (англ. Writing on the Wall)
28. Знову дежавю (англ. Deja vu - Again)
29. Уберглум (англ. Ubergloom)
30. По-пуляція домашніх вихованців (англ. Pet Poepulation)
31. Без волосся: Мюзикл — Частина 1 (англ. Hair (Less): The Musical - Part 1)
32. Без волосся: Мюзикл — Частина 2 (англ. Hair (Less): The Musical - Part 2)
33. Соло на ударних (англ. Beat Goes On)
34. Не від світу цього (англ. Out Of This World)
35. Незабудка (англ. Forget Me Not)
36. Френк і Лен: акустичний концерт (англ. Frank and Len: Unplugged)
37. Я буду чекати Мізері (англ. I'll Be Home For Misery)
38. Катастрофа — це ти (англ. Disaster Becomes You)
39. Останній поїзд до Глумсвілля — Частина 1 (англ. Last Train To Gloomsville - Part 1)
40. Останній поїзд до Глумсвілля — Частина 2 (англ. Last Train To Gloomsville - Part 2)

## Нагороди
- Мультсеріал «Рубі Глум» був номінований на престижну премію «Джеміні[ru]» в категорії «Краща анімаційна програма або серіал»[4].

## Цікаві факти
- Кожен епізод починається з маленької міні-серії. Її веде або один персонаж, або відразу декілька. Єдиний виняток — перший епізод.
- Звук дзвінка в замку Рубі такий самий, як і в мультсеріалі «Бітлджус[ru]». Також Робін Бадд був режисером обох мультсеріалів.
- Ім'я вóрона По і його братів Алана і Едгара є відсиланням до письменника Едгара Алана По.